# Виор, Иоланта
Иоланта Малгоржата Виор (пол. Jolanta Małgorzata Wiór; род. 22 сентября 1995) — польская тяжелоатлетка, выступающая в категории до 76 килограммов. Участница чемпионатов мира и Европы.

## Биография
Иоланта Виор родилась 22 сентября 1995 года.

## Карьера
В 2011 году Иоланта приняла участие на чемпионате мира среди молодёжи в весовой категории до 69 килограммов. Она стала шестой с результатом 158 кг (72 + 86). В том же году выступила на молодёжном европейском первенстве, где стала четвёртой с результатом на 20 килограммов больше: по 10 в каждом упражнении.
Спустя год она вновь стала четвёртой на молодёжном чемпионате Европы, а затем заняла пятое место на молодёжном чемпионате мира.
В 2013 году она стала четвёртой на юниорском чемпионате мира в весовой категории до 75 килограммов. Иоланта Виор подняла 211 килограммов в сумме. В том же году она участвовала на юниорском чемпионате Европы, где стала вновь четвёртой.
Спустя год она стала шестой на чемпионате Европы среди юниоров, вернувшись в весовую категорию до 69 кг с результатом 191 кг.
В 2015 году она вновь участвовала в весовой категории до 75 кг. На юниорском уровне стала шестой на чемпионатах Европы и мира с результатами 203 и 201 килограмм, соответственно.
В 2017 же году приняла участие во взрослом чемпионате Европы, где стала пятой. Иоланта подняла 95 кг в рывке и 119 кг в толчке.
На чемпионате мира 2018 года в Ашхабаде стала восемнадцатой в новой весовой категории до 71 кг. Она подняла в сумме 198 кг.
На чемпионате Европы 2019 года в Батуми стала восьмой в весовой категории до 76 кг с результатом 213 кг (98 + 115). На чемпионате мира в Паттайе стала одиннадцатой, выступая в категории до 71 кг.